# Declaration of Dependence
Albums de Kings of Convenience
Riot on an Empty Street
(2004) Peace or Love
(2021)
Singles
1. Mrs. Cold
Sortie : 2009
2. Boat Behind

Declaration of Dependence est le troisième album du duo norvégien d'indie pop Kings of Convenience, sorti en 2009.

## Fiche technique

### Titres
Toutes les chansons sont écrites et composées par Eirik Glambek Bøe et Erlend Øye, sauf mention contraire.
| No  | Titre                   | Auteur                                                       | Durée |
| --- | ----------------------- | ------------------------------------------------------------ | ----- |
| 1.  | 24-25                   |                                                              | 3:38  |
| 2.  | Mrs. Cold               |                                                              | 3:06  |
| 3.  | Me in You               |                                                              | 3:09  |
| 4.  | Boat Behind             | Eirik Glambek Bøe, Erlend Øye, Davide Bertolini, Tobias Hett | 3:41  |
| 5.  | Rule My World           |                                                              | 3:32  |
| 6.  | My Ship Isn't Pretty    |                                                              | 3:47  |
| 7.  | Renegade                |                                                              | 4:16  |
| 8.  | Power of Not Knowing    |                                                              | 2:23  |
| 9.  | Peacetime Resistance    | Eirik Glambek Bøe, Erlend Øye, Davide Bertolini, Tobias Hett | 2:54  |
| 10. | Freedom and Its Owner   |                                                              | 3:23  |
| 11. | Riot on an Empty Street |                                                              | 4:07  |
| 12. | Second to Numb          |                                                              | 3:37  |
| 13. | Scars on Land           |                                                              | 3:42  |

### Musiciens
- Kings of Convenience :
  - Erlend Øye : chant, chœurs, guitare acoustique
  - Eirik Glambek Bøe : chant, chœurs, guitare acoustique, piano

- Musiciens supplémentaires :
  - Davide Bertolini : contrebasse sur Mrs. Cold, Boat Behind, My Ship Isn't Pretty et Peacetime Resistance
  - Tobias Hett : alto sur Mrs. Cold, Boat Behind et Peacetime Resistance

### Équipe technique
- Erlend Øye : producteur
- Eirik Glambek Bøe : producteur
- Davide Bertolini : producteur, ingénieur du son
- Robert Jønnum : producteur, ingénieur du son, mixage
- Doug Van Sloun : mastering

### Classements et certifications
| Classement                     | Meilleure position |
| ------------------------------ | ------------------ |
| Allemagne (Media Control AG)   | 32                 |
| Danemark (Tracklisten)         | 37                 |
| Belgique (Flandre Ultratop)    | 43                 |
| Belgique (Wallonie Ultratop)   | 85                 |
| Espagne (Promusicae)           | 85                 |
| France (SNEP)                  | 71                 |
| Italie (FIMI)                  | 10                 |
| Norvège (VG-lista)             | 8                  |
| Pays-Bas (Mega Album Top 100)  | 57                 |
| Portugal (AFP)                 | 22                 |
| Royaume-Uni (UK Singles Chart) | 69                 |
| Suède (Sverigetopplistan)      | 53                 |
| Suisse (Schweizer Hitparade)   | 72                 |